# Seiichi Ishii
Seiichi Ishii (石井 精一, nacido el 18 de agosto de 1967) es un diseñador de videojuegos japonés. Es conocido por el desarrollo de juegos de lucha.
Ishii nació en la ciudad de Ichinomiya, prefectura de Aichi, Japón. Diseñó los innovadores títulos de Sega, Virtua Racing y Virtua Fighter. También diseñó y dirigió el primer juego de Tekken en 1994 y Tekken 2 en 1995. Fundó su propia empresa, DreamFactory, en noviembre de 1995, a través de Sega y Namco, ampliando su trayectoria en juegos de lucha con la creación de títulos como Tobal No. 1, Ehrgeiz y The Bouncer.

## Juegos desarrollados
| Título                           | Año de publicación | Plataforma                   | Función desempeñada           |
| -------------------------------- | ------------------ | ---------------------------- | ----------------------------- |
| Virtua Racing                    | 1992               | Sega Model 1                 | Diseño de juego               |
| Virtua Fighter                   | 1993               | Sega Model 1                 | Coordinador / Diseño de juego |
| Tekken                           | 1994               | Namco System 11, PlayStation | Director / Diseño de juego    |
| Tekken 2                         | 1995               | Namco System 11              | Director / Diseño de juego    |
| Tobal No. 1                      | 1996               | PlayStation                  | Director / Diseño de juego    |
| Tobal 2                          | 1997               | PlayStation                  | Director / Diseño de juego    |
| Street Fighter EX Plus α         | 1997               | PlayStation                  | Agradecimientos Especiales    |
| Ehrgeiz: God Bless the Ring      | 1998               | Namco System 12, PlayStation | Director / Diseño de juego    |
| The Bouncer                      | 2000               | PlayStation 2                | Director / Diseño de juego    |
| Kakuto Chojin: Back Alley Brutal | 2002               | Xbox                         | Diseño de juego               |
| Crimson Tears                    | 2004               | PlayStation 2                | Escenarios, Supervisión       |